# Badenermoor
Badenermoor ist seit 1972 ein Ortsteil der niedersächsischen Stadt Achim im Landkreis Verden. Dort leben 636 Einwohner (16. November 2022).
Das Straßendorf Badenermoor liegt an der K 6 (= Roedenbeckstraße), die von Achim nach Giersdorf-Schanzendorf führt. Es entstand 1914 auf Initiative des damaligen Achimer Landrats Josua Roedenbeck.

## Geschichte
Nachdem 1907 auf Veranlassung von Landrat Roedenbeck der Kreis Achim der Hannoverschen gemeinnützigen Siedlungsgesellschaft beigetreten war, wurde 1909 zur Entwässerung des Badener Moors ein Kreiswiesenbaumeister angestellt. Im Sommer 1911 wurde das Moor vermessen. Vorgesehen waren 63 neue Ansiedlerstellen. Während des Ersten Weltkriegs erfolgte die Urbarmachung auch durch die Insassen eines Kriegsgefangenenlagers. Der erste Ansiedler ließ sich 1915 in Badenermoor nieder. Im Juni 1920 wurde eine Notschule eingeweiht und zwei Jahre später ein einklassiger Schulhausneubau errichtet. Die Besiedlungsphase gilt mit dem Jahr 1922 als abgeschlossen.
1932 wurde die Genehmigung zur Anlage eines eigenen Friedhofs erteilt, 1952 eine Friedhofskapelle errichtet. Die zunächst zur Kirchengemeinde Posthausen gehörige Siedlung wurde 1955 in die Kirchengemeinde Baden umgepfarrt.
Seit 1972 ist Badenermoor als Teil der Ortschaft Baden Ortsteil der Stadt Achim.

## Verkehr
Die A 1 verläuft nordwestlich 3,5 km entfernt und die A 27 südlich 1,5 km entfernt.

## Vereine
- FC Badenermoor e.V. 1961[3], der Fußballverein spielt derzeit in der 2. Kreisklasse Verden.[4]
- Dorfgemeinschaft Badenermoor e.V.[5]

Westlich des Ortes liegt das Gelände des Achimer Golfclubs.

## Persönlichkeiten
- Job-Günter Klink (* 2. Juni 1929 in Peiskretscham (heute Pyskowice), Provinz Oberschlesien; † 15. März 1980 in Achim (Badenermoor)) war Pädagoge und Leiter der Pädagogischen Hochschule in Bremen.